# Thésée et le Centaure
Thésée et le Centaure, également connu sous le nom de Thésée combattant le Centaure ou Thésée vainqueur du Centaure, est une sculpture en marbre créée par Antonio Canova en 1805 et exposée au Kunsthistorisches Museum de Vienne.

## Histoire
L'œuvre fut commandée en 1804 par la République italienne napoléonienne, pour dix mille sequins d'or, pour la dédier à Napoléon Bonaparte. Le groupe sculptural a été exposé dans l'atelier de l'artiste à Rome en mars 1821 et a ensuite été acheté par l'empereur autrichien François Ier pour le temple de Thésée (Theseustempel) dans le Volksgarten à Vienne. La sculpture a ensuite été transférée au musée d'histoire de l'art de Vienne (Kunsthistorisches Museum) en 1891. Quelques esquisses de l'œuvre se trouvent à la Gipsoteca Canoviana de Possagno,.

## Description

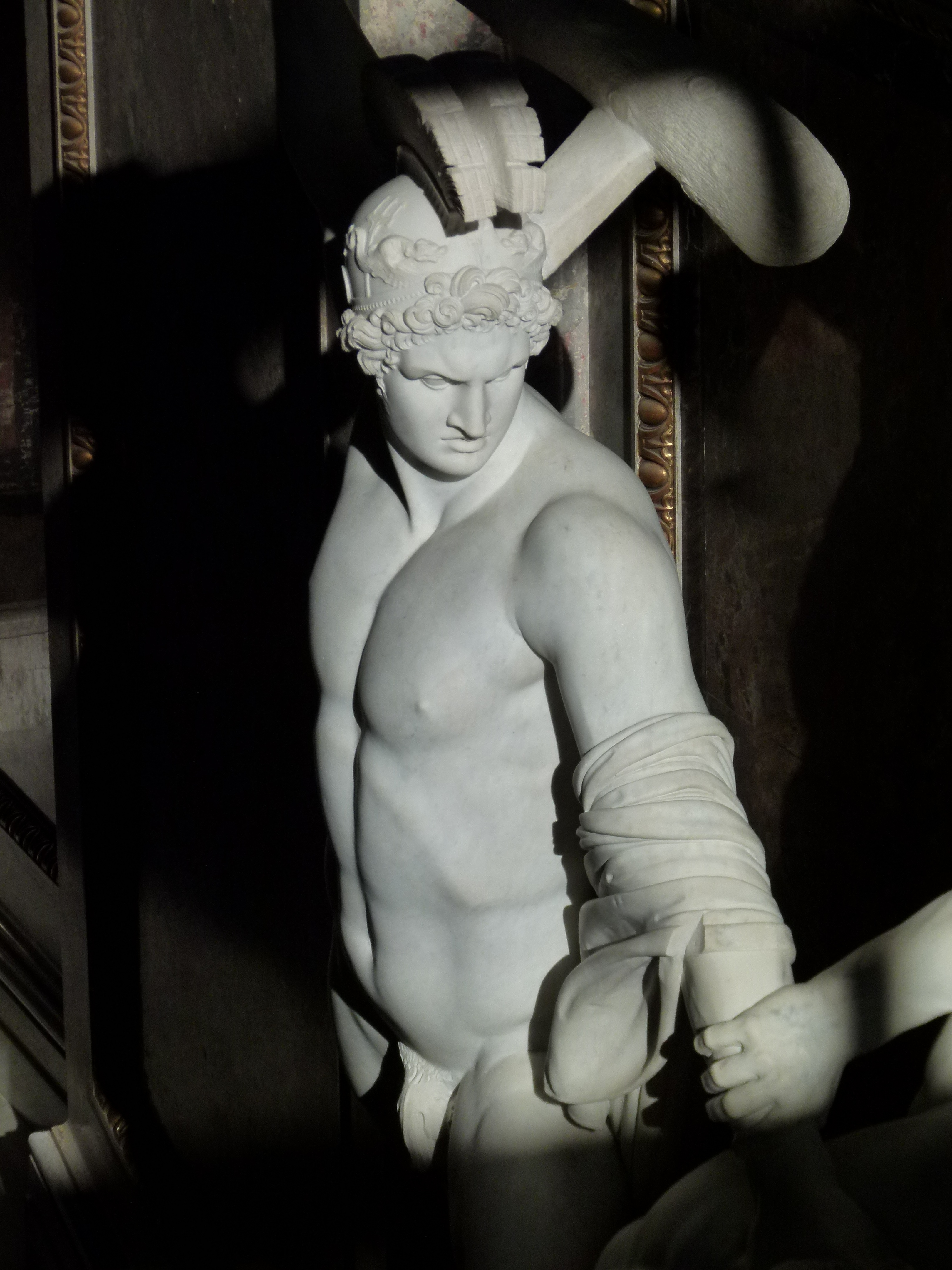
Détail de Thésée.

La sculpture représente le héros grec Thésée alors qu'il s'apprête à porter le coup de grâce à Eurytion, le roi des Centaures. Selon le mythe, les centaures avaient été invités au mariage de Pirithoos et d'Hippodamie, mais Eurythion s'était enivré et avait tenté de kidnapper Hippodamie. Par conséquent, Thésée, un ami des époux, a commencé un combat contre le centaure pour sauver Hippodamie. Thésée est représenté ici en train de dominer complètement la bête : il appuie sur la gorge du centaure de la main gauche, tandis que de la droite il tient une massue avec laquelle il s'apprête à le frapper, son genou appuyé sur la poitrine d'Eurytion. Eurytion est bloqué au sol et essaie de se relever avec ses pattes arrière, car les pattes avant ne le peuvent pas, tandis qu'avec sa main il essaie de bloquer le bras gauche de Thésée. Le regard de Thésée est immobile et ne révèle aucune pitié.
Pour exprimer de manière réaliste la contraction des muscles de la bête et leur effort, Antonio Canova a dû faire tuer un vrai cheval afin d'utiliser sa pose. En fait, le corps du cheval était recouvert de plâtre pour donner sa forme à la statue.
Dans la sculpture, on peut voir une forme triangulaire formée par le pied droit de Thésée, la main gauche du centaure et la pointe du casque du héros.
« De taille superbe, merveilleux à voir, le groupe colossal de Thésée, vainqueur du Centaure, arrête nos yeux, et suscite notre admiration » (Isabella Teotochi Albrizzi) .